# Canadian Open 2019
Il Canadian Open 2019, noto anche come Rogers Cup presented by National Bank (in francese: Coupe Rogers présentée par Banque Nationale) o più semplicemente Rogers Cup 2019 per motivi di sponsorizzazione, è stato un torneo di tennis giocato sul cemento. È stata la 129ª edizione del torneo maschile che fa parte della categoria ATP World Tour Masters 1000 nell'ambito dell'ATP World Tour 2019, e la 118ª di quello femminile che fa parte della categoria WTA Premier 5 nell'ambito del WTA Tour 2019. Il torneo maschile si è giocato all'Uniprix Stadium di Montréal, quello femminile all'Aviva Centre di Toronto, entrambi dal 5 all'11 agosto 2019.

## Partecipanti ATP

### Teste di serie
| Nazionalità | Giocatore             | Ranking* | Testa di serie |
| ----------- | --------------------- | -------- | -------------- |
| Spagna      | Rafael Nadal          | 2        | 1              |
| Austria     | Dominic Thiem         | 4        | 2              |
| Germania    | Alexander Zverev      | 5        | 3              |
| Grecia      | Stefanos Tsitsipas    | 6        | 4              |
| Giappone    | Kei Nishikori         | 7        | 5              |
| Russia      | Karen Chačanov        | 8        | 6              |
| Italia      | Fabio Fognini         | 9        | 7              |
| Russia      | Daniil Medvedev       | 10       | 8              |
| Sudafrica   | Kevin Anderson        | 11       | 9              |
| Spagna      | Roberto Bautista Agut | 13       | 10             |
| Croazia     | Borna Ćorić           | 14       | 11             |
| Stati Uniti | John Isner            | 15       | 12             |
| Georgia     | Nikoloz Basilašvili   | 16       | 13             |
| Croazia     | Marin Čilić           | 17       | 14             |
| Belgio      | David Goffin          | 18       | 15             |
| Francia     | Gaël Monfils          | 19       | 16             |
| Canada      | Milos Raonic          | 20       | 17             |

* Le teste di serie sono basate sul ranking al 29 luglio 2019

### Altri partecipanti
I seguenti giocatori hanno ricevuto una wildcard per il tabellone principale:
- Peter Polansky
- Vasek Pospisil
- Brayden Schnur
- Jo-Wilfried Tsonga

Il seguente giocatore è entrato in tabellone come special exempt:
- Peter Gojowczyk

I seguenti giocatori sono passati dalle qualificazioni:

- Daniel Evans
- Il'ja Ivaška
- Bradley Klahn
- Kwon Soon-woo
- Feliciano López
- Tommy Paul
- Bernard Tomić

Il seguente giocatore è entrato in tabellone come lucky loser:
- John Millman

Il seguente giocatore è entrato in tabellone come alternate:
- Hubert Hurkacz

### Ritiri
Prima del torneo
- Kevin Anderson → sostituito da  Hubert Hurkacz
- Matteo Berrettini → sostituito da  John Millman
- Pablo Cuevas → sostituito da  Grigor Dimitrov
- Juan Martín del Potro → sostituito da  Jordan Thompson
- Novak Đoković → sostituito da  Michail Kukuškin
- Roger Federer → sostituito da  Richard Gasquet
- Frances Tiafoe → sostituito da  Cameron Norrie
- Fernando Verdasco → sostituito da  Márton Fucsovics

Durante il torneo
- Milos Raonic

## Partecipanti ATP doppio

### Teste di serie
| Nazione     | Giocatore            | Nazione     | Giocatore              | Ranking* | Testa di serie |
| ----------- | -------------------- | ----------- | ---------------------- | -------- | -------------- |
| Colombia    | Juan Sebastián Cabal | Colombia    | Robert Farah           | 2        | 1              |
| Polonia     | Łukasz Kubot         | Brasile     | Marcelo Melo           | 9        | 2              |
| Croazia     | Mate Pavić           | Brasile     | Bruno Soares           | 25       | 3              |
| Francia     | Nicolas Mahut        | Francia     | Édouard Roger-Vasselin | 27       | 4              |
| Paesi Bassi | Jean-Julien Rojer    | Romania     | Horia Tecău            | 28       | 5              |
| Finlandia   | Henri Kontinen       | Australia   | John Peers             | 29       | 6              |
| Stati Uniti | Bob Bryan            | Stati Uniti | Mike Bryan             | 34       | 7              |
| Croazia     | Nikola Mektić        | Croazia     | Franko Škugor          | 37       | 8              |

* Ranking aggiornato al 29 luglio 2019.

### Altri partecipanti
Le seguenti coppie hanno ricevuto una wildcard per il tabellone principale:
- Félix Auger-Aliassime /  Vasek Pospisil
- Feliciano López /  Andy Murray
- Peter Polansky /  Brayden Schnur

## Partecipanti WTA

### Teste di serie
| Nazionalità | Giocatrice           | Ranking* | Testa di serie |
| ----------- | -------------------- | -------- | -------------- |
| Australia   | Ashleigh Barty       | 1        | 1              |
| Giappone    | Naomi Ōsaka          | 2        | 2              |
| Rep. Ceca   | Karolína Plíšková    | 3        | 3              |
| Romania     | Simona Halep         | 4        | 4              |
| Paesi Bassi | Kiki Bertens         | 5        | 5              |
| Ucraina     | Elina Svitolina      | 7        | 6              |
| Stati Uniti | Sloane Stephens      | 8        | 7              |
| Stati Uniti | Serena Williams      | 9        | 8              |
| Bielorussia | Aryna Sabalenka      | 10       | 9              |
| Lettonia    | Anastasija Sevastova | 11       | 10             |
| Svizzera    | Belinda Bencic       | 12       | 11             |
| Germania    | Angelique Kerber     | 13       | 12             |
| Regno Unito | Johanna Konta        | 14       | 13             |
| Stati Uniti | Madison Keys         | 17       | 14             |
| Danimarca   | Caroline Wozniacki   | 18       | 15             |
| Estonia     | Anett Kontaveit      | 19       | 16             |

* Le teste di serie sono basate sul ranking al 29 luglio 2019

### Altre partecipanti
Le seguenti giocatrici hanno ricevuto una wildcard per il tabellone principale:
- Eugenie Bouchard
- Leylah Annie Fernandez
- Svetlana Kuznecova
- Kristina Mladenovic
- Marija Šarapova

Le seguenti giocatrici sono passate dalle qualificazioni:

- Ekaterina Aleksandrova
- Marie Bouzková
- Jennifer Brady
- Francesca Di Lorenzo
- Misaki Doi
- Polona Hercog
- Tatjana Maria
- Anastasija Potapova
- Alison Riske
- Iga Świątek
- Ajla Tomljanović
- Wang Xiyu

La seguente giocatrice è entrata in tabellone come alternate:
- Anastasija Pavljučenkova

La seguente giocatrice è entrata in tabellone come lucky loser:
- Zhang Shuai

### Ritiri
Prima del torneo
- Amanda Anisimova → sostituita da  Anastasija Pavljučenkova
- Petra Kvitová → sostituita da  Venus Williams
- Garbiñe Muguruza → sostituita da  Zheng Saisai
- Lesja Curenko → sostituita da  Zhang Shuai
- Wang Qiang → sostituita da  Camila Giorgi
- Markéta Vondroušová → sostituita da  Viktoryja Azaranka

Durante il torneo
- Simona Halep
- Tatjana Maria
- Carla Suárez Navarro
- Ajla Tomljanović

## Partecipanti WTA doppio

### Teste di serie
| Nazione       | Giocatore           | Nazione       | Giocatore          | Ranking* | Testa di serie |
| ------------- | ------------------- | ------------- | ------------------ | -------- | -------------- |
| Rep. Ceca     | Barbora Krejčíková  | Rep. Ceca     | Kateřina Siniaková | 20       | 1              |
| Canada        | Gabriela Dabrowski  | Cina          | Xu Yifan           | 20       | 2              |
| Germania      | Anna-Lena Grönefeld | Paesi Bassi   | Demi Schuurs       | 28       | 3              |
| Belgio        | Kirsten Flipkens    | Taipei cinese | Hsieh Su-wei       | 29       | 4              |
| Taipei cinese | Chan Hao-ching      | Taipei cinese | Latisha Chan       | 30       | 5              |
| Bielorussia   | Viktoryja Azaranka  | Australia     | Ashleigh Barty     | 35       | 6              |
| Stati Uniti   | Nicole Melichar     | Rep. Ceca     | Květa Peschke      | 37       | 7              |
| Rep. Ceca     | Lucie Hradecká      | Slovenia      | Andreja Klepač     | 49       | 8              |

* Ranking aggiornato al 29 luglio 2019.

### Altre partecipanti
Le seguenti coppie hanno ricevuto una wildcard per il tabellone principale:
- Françoise Abanda /  Carson Branstine
- Eugenie Bouchard /  Sharon Fichman
- Leylah Annie Fernandez /  Simona Halep

## Punti e montepremi

### Distribuzione punti
| Evento              | V    | F   | SF  | QF  | 3T  | 2T  | 1T | Q   | Q2  | Q1  |
| Singolare maschile  | 1000 | 600 | 360 | 180 | 90  | 45  | 10 | 25  | 16  | 0   |
| Doppio maschile     | 1000 | 600 | 360 | 180 | 90  | N/A | 0  | N/A | N/A | N/A |
| Singolare femminile | 900  | 585 | 350 | 190 | 105 | 60  | 1  | 30  | 20  | 1   |
| Doppio femminile    | 900  | 585 | 350 | 190 | 105 | N/A | 1  | N/A | N/A | N/A |

### Distribuzione premi in denaro
| Evento              | V          | F        | SF       | QF       | 3T      | 2T      | 1T      | Q2     | Q1     |
| Singolare maschile  | $1,049,040 | $531,010 | $272,365 | $140,385 | $70,325 | $36,030 | $20,755 | $7,945 | $3,970 |
| Singolare femminile | $521,530   | $253,420 | $126,950 | $60,455  | $29,120 | $14,920 | $8,045  | $3,270 | $1,980 |
| Doppio maschile     | $311,910   | $152,210 | $76,300  | $38,870  | $20,500 | N.D.    | $10,980 | N.D.   | N.D.   |
| Doppio femminile    | $149,190   | $75,360  | $37,315  | $18,780  | $9,530  | N.D.    | $4,710  | N.D.   | N.D.   |

## Campioni

### Singolare maschile
Rafael Nadal ha sconfitto in finale  Daniil Medvedev con il punteggio di 6–3, 6–0.
- È l'ottantatreesimo titolo in carriera per Nadal, terzo della stagione. È il trentacinquesimo titolo Masters per il maiorchino e quinto titolo in Canada.

### Singolare femminile
Bianca Andreescu ha conquistato il titolo a seguito del ritiro di  Serena Williams sul punteggio di 3–1.
- È il secondo titolo in carriera e stagione per Andreescu.

### Doppio maschile
Marcel Granollers /  Horacio Zeballos hanno sconfitto in finale  Robin Haase /  Wesley Koolhof con il punteggio di 7–5, 7–5.

### Doppio femminile
Barbora Krejčíková /  Kateřina Siniaková hanno sconfitto in finale  Anna-Lena Grönefeld /  Demi Schuurs con il punteggio di 7–5, 6–0.